# 여의도

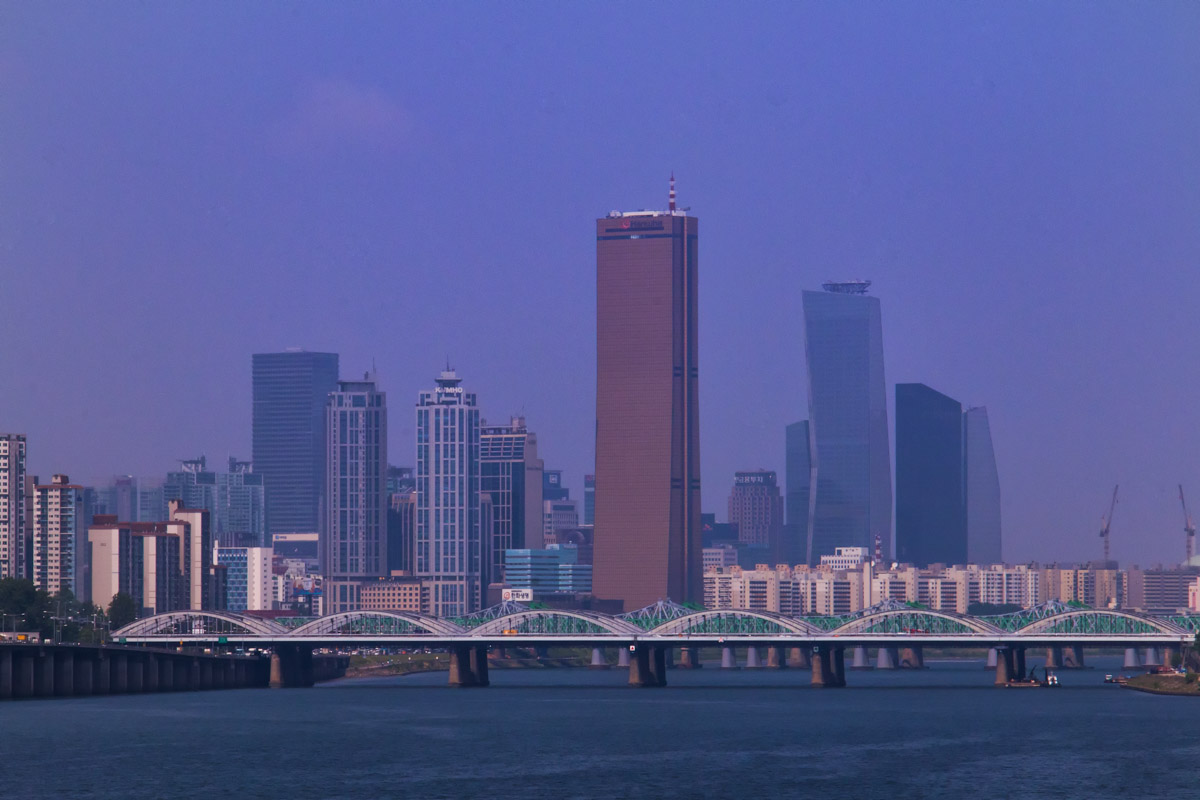
동작대교에서 바라본 여의도의 모습. 이곳에는 63빌딩을 필두로, 각종 아파트까지 한 눈에 바라볼 수 있는 이점이 있다.

여의도(汝矣島, 영어: Yeouido)는 서울특별시 소재 한강에 위치한 섬이다. 일종의 하중도이며, 너섬이라고도 부른다. 행정구역상으로는 서울특별시 영등포구 여의도동(법정동)에 속하며, 여의동(행정동)이 관할한다.
여의도는 한강 건너 강북 일대와 서강대교, 마포대교, 원효대교 등으로 연결되어 있으며, 샛강을 사이에 두고 영등포 일대와 여러 작은 다리로 연결된다. 여의도공원이 섬 가운데를 가로지르며, 공원을 기준으로 서쪽에는 국회의사당과 KBS 사옥이, 동쪽에는 63빌딩, 서울국제금융센터 (IFC), LG트윈타워, 전경련회관, 파크원 타워 등과 같은 고층건물이 자리해 았다. 지하철역으로는 수도권 전철 5호선, 서울 지하철 9호선의 여의도역, 수도권 전철 5호선의 여의나루역, 서울 지하철 9호선의 국회의사당역, 샛강역 등이 있다.

## 역사

### 옛 여의도
여의도가 문헌상에 처음 등장한 것은 1751년에 편찬된 《도성삼군문분계총록(都城三軍門分界總録)》의 기록이라고 한다. 조선시대에는 한성부 북부 연희방(延禧坊) 여의도계(汝矣島契) 소속이었으며, 1914년 율도(栗島: 밤섬)와 함께 고양군 용강면(龍江面) 여율리(汝栗里)로 개편되었다. 1936년 경성부에 편입되면서 여의도정(汝矣島町)으로 바뀌었고, 해방 이후인 1946년 여의도동이 되었다.
조선 전기 이래 주로 국가가 관리하는 짐승을 기르는 목축의 공간으로 이용되었다. 세조 대 세도가인 한명회가 지은 정자 ‘압구정(狎鷗亭)’이 현재와는 달리 처음에는 여의도에 있었다가 나중에 동호로로 옮겨갔다. 그리고 소수이지만 여의도에 대를 이어 정착해 사는 사람들이 폐쇄적인 섬 공동체를 형성하고 있었다.
현재의 국회의사당 자리에는 양말산이라는 산이 있었고, 여의도와 율도는 현재보다 가까웠다. 일제강점기인 1916년에 비행장이 건립되어 해방 후에도 여의도공항으로 쓰였고, 1971년까지 공군기지로 사용되었다.

### 개발

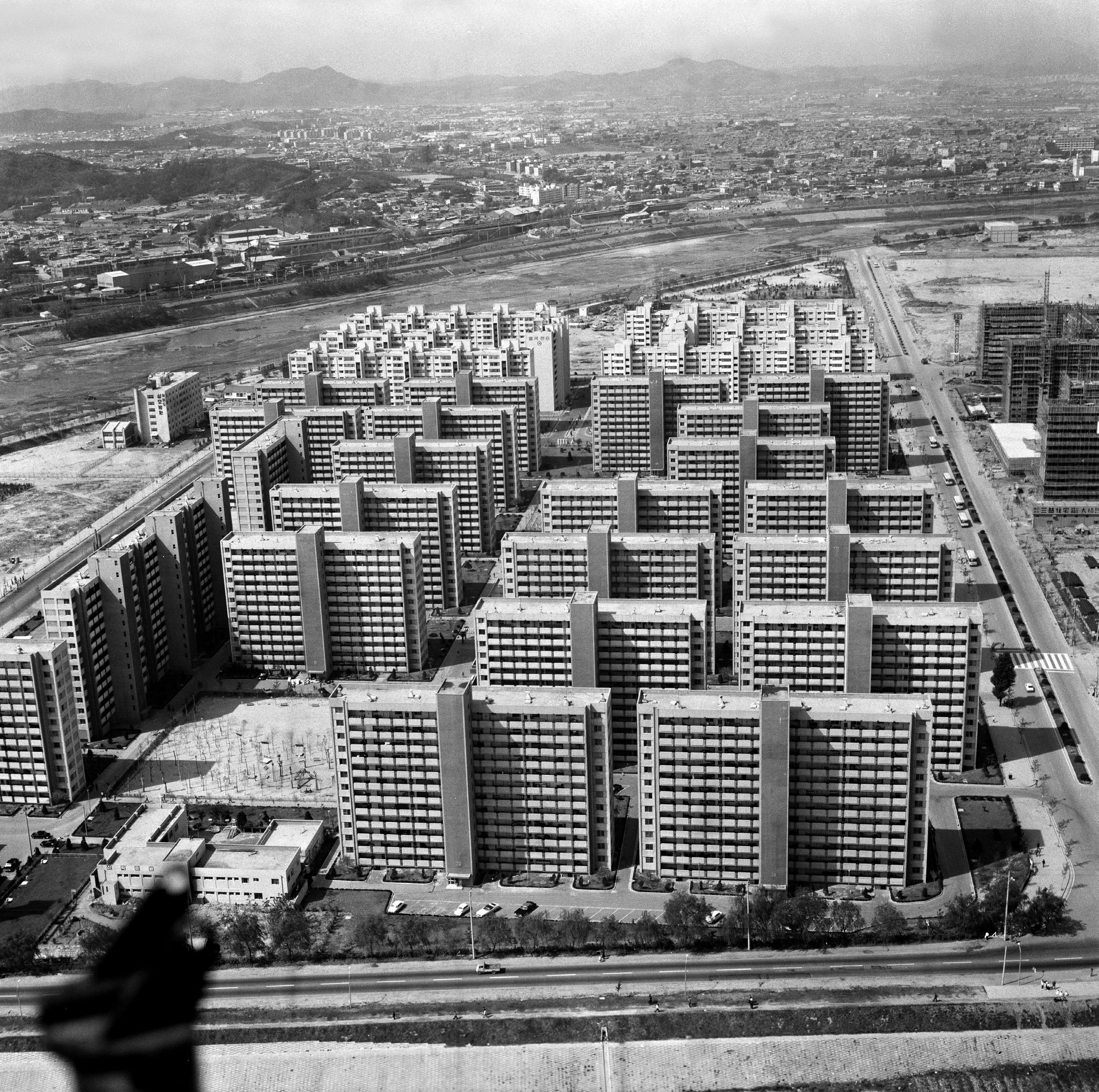
1975년 여의도 아파트 단지 전경

1968년 밤섬을 폭파해 얻은 골재로 여의도의 제방(윤중제)을 쌓았다. 1968년 한강 종합개발 공사 계획의 일환으로 227억 원의 공사비를 투입하여 여의도를 개발하였다. 여의도는 도시 현대화의 모델로서 개인주택 없이 아파트와 빌딩만으로 이루어졌다. 시범아파트를 중심으로 1970년대에 주거용 아파트들이 들어서기 시작했으며, 백조, 미주, 한성아파트가 재건축을 시작하면서 초고층 주거용 아파트들이 들어서기 시작했다. 1975년에는 태평로(太平路)에 있던 국회의사당이 여의도의 북서쪽으로 옮겨왔다.
1971년에는 시범아파트 입주를 시작으로 수 많은 아파트 단지들이 완공되고 1975년에는 국회의사당, 1983년에는 63빌딩이 완공되고 2년 뒤인 1985년에 개장하였다.
5.16 광장은 당초 계획엔 없었으나 박정희 당시 대통령이 여의도의 활주로를 유사시에 쓸 수 있도록 그대로 광장으로 만들라고 지시하여 만들어진 것이다. 이곳은 각종 대형 집회나 국군의 날 행사 등이 있을 때 사용되다가, 1999년 여의도 공원으로 바뀌었다.
2006년에는 서울국제금융센터와 파크원 타워, 2008년에는 서울국제금융센터와 파크원 타워가 개발 및 착공하였고 2010년에 파크원 타워의 공사가 중단되었다. 서울국제금융센터는 2012년에 완공 및 개장하였다. 2017년에 파크원 타워의 공사가 재개되며 2020년에 완공되었다. 완공되면 여의도에서 가장 높은 빌딩이 되었다.

## 지리

### 위치
여의도는 여의도공원을 축으로 서쪽과 동쪽으로 구분된다. 서쪽 끝에는 국회의사당 단지와 원내 주요 정당의 당사들이 몰려있기 때문에 정치의 중심지로 인식된다. 국회대로를 사이에 두고 그 아래쪽에는 KBS 본관과 여의도순복음교회, KDB산업은행 등이 위치해 있다.
동쪽에는 IFC와 전경련회관 등 주요 마천루들이 몰려있으며 금융권과 상권이 발달하였다. KRX한국거래소, 금융감독원, KBS 별관 등도 이곳에 위치해있다. 여의도자이, 시범아파트 단지를 비롯한 대부분의 주거지와 학교 역시 동남쪽에 집중되어 있으며, 이 주거지들은 한강변 원효대교 일대에 인접해 있다. 동쪽 끝에는 63스퀘어가 자리한다.

### 주요 기관

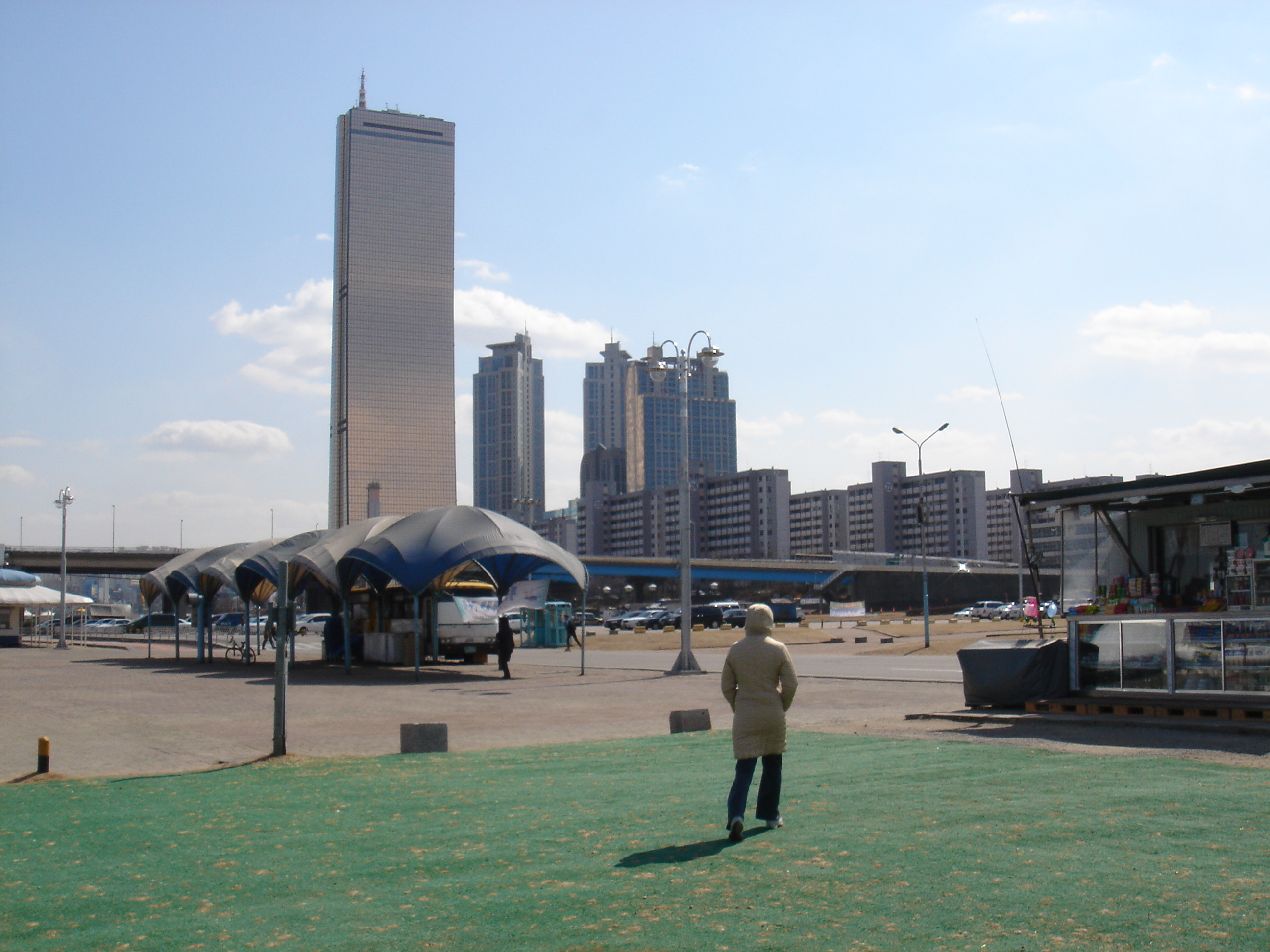
63빌딩

여의도는 정치와 경제의 중심지로서 국회의사당을 중심으로 각 정당의 당사(黨舍)와 사회단체가 자리 잡고 있다.
여의도는 서울에서 '금융'에 특화된 부도심 중 하나라는 점 때문에 산업은행과 국민은행, 증권거래소와 전경련회관, SK증권, 신한투자증권, NH투자증권, 유진투자증권, 하이투자증권, 하나증권, 한국투자증권, 서울국제금융센터, 63빌딩, 금융감독원 등을 중심으로 금융기관, 오피스 건물, 마천루 등이 자리 잡고 있다. 그밖에 한국화재보험협회, 한국증권금융협회, 사학연금회관, 교직원공제회관이 이곳에 자리해 있다.
또 한때 언론 방송계의 중심지이기도 하였다. 1976년 11월 1일에 KBS 사옥이 완공된 이후 1979년 12월 1일에 동양방송 사옥 (현 KBS 별관), 1982년 3월 17일에 MBC 사옥, 1991년 SBS 사옥이 완공되어 대한민국의 전 지상파 방송사가 여의도에 있었으나, 각 방송사의 신사옥 이전으로 인하여 오늘날에는 KBS 사옥만 여의도에 남아 있다. 그밖에도 국민일보, 파이낸셜뉴스 등 신문사, 여의도순복음교회, 여의도침례교회 등의 대형 기독교 교회들도 위치하고 있다.
여의도의 교육시설로는 서울여의도초등학교, 서울윤중초등학교, 여의도중학교, 윤중중학교, 여의도고등학교 및 여의도여자고등학교가 있다. 여의도백화점, 홍우빌딩, IFC몰, 가톨릭대학교 여의도성모병원 역시 이 지역의 주요 편의시설이다.

## 여의도 면적
대한민국에서는 수치만으로는 가늠하기 힘들 정도로 넓은 면적을 알기 쉽게 표현할 때 '여의도 면적의 몇 배'라는 말이 자주 쓰인다.
윤중로 제방 안쪽의 여의도 면적은 2.9 km2인데, 한강시민공원 등 한강 둔치까지 포함한 면적은 4.5 km2, 한강 하천바닥까지 포함한 행정구역상 여의도동 전체면적은 8.4 km2이다. 국토교통부는 2012년에 '여의도 면적의 몇 배'라고 표기할 때에는 윤중제 안쪽의 여의도 면적인 '2.9 km2'로 통일해 쓰기로 하였다. 이 면적을 언론에서 자주 언급하는 단위로 환산하면 290ha, 약 877250평, 축구장 약 406개와 비슷하다.

## 여의도의 지하벙커

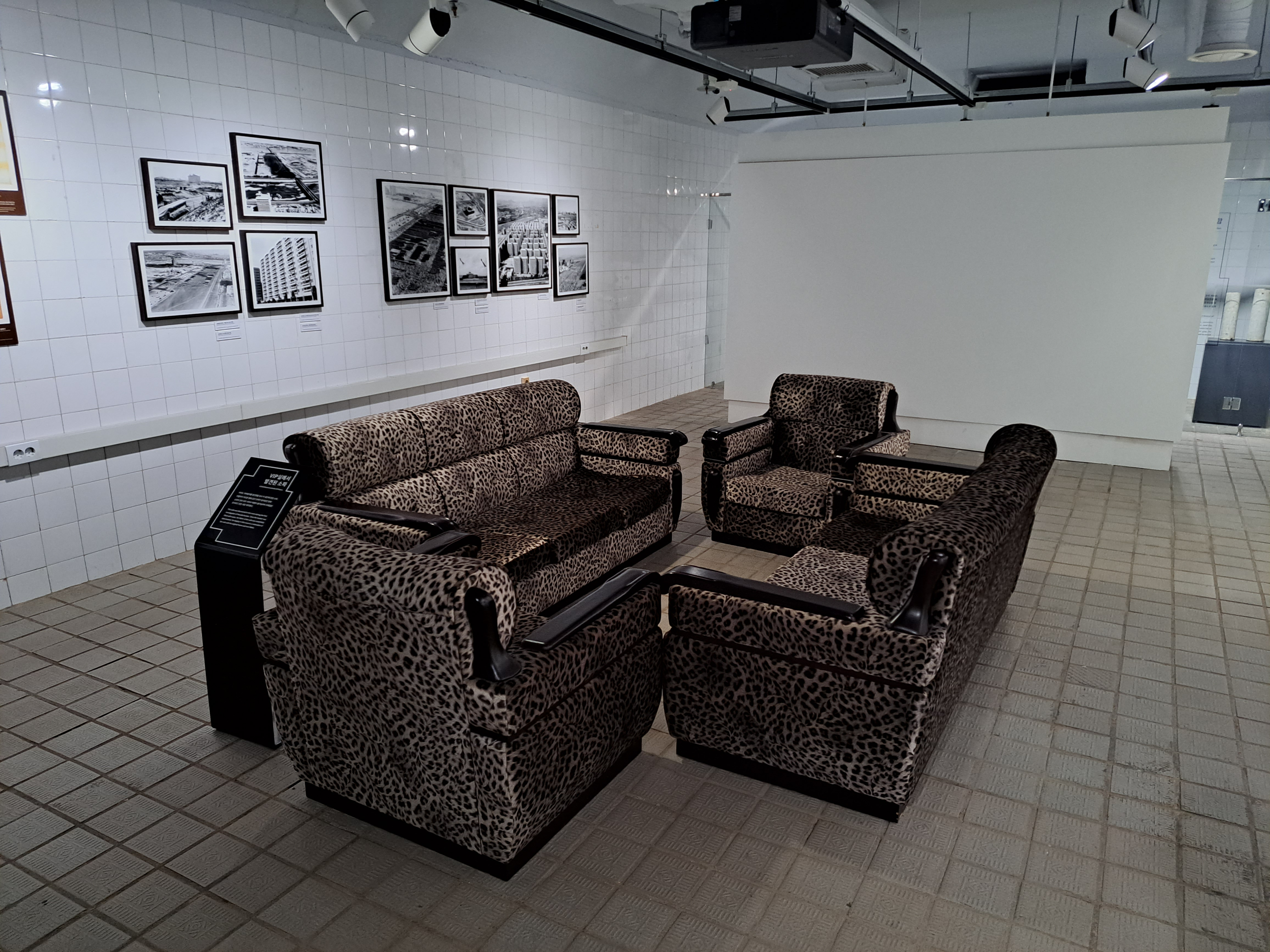
여의도 SeMA 벙커 내부

2005년 여의도 버스환승센터 공사 과정에서 발견된 것으로서 벙커의 건설 목적과 시기는 구체적으로 알 수 없으나 서울시에서는 위성사진과 국군의 날 행사 사진을 토대로 과거 박정희 대통령 시절 ‘국군의날’ 행사 때 대통령을 비롯한 요인(要人)들의 비상시 대피용으로 사용하기 위해 만든 것으로 추정하고 있다. 여의도에서 ‘국군의날’ 행사가 열린 것은 1972년부터 1990년까지이다.
2015년에 공개되었으며 2017년 10월 19일에 세마벙커(SeMA Bunker)가 개관하였다.

## 여의도의 축제 및 관광

### 축제
매해 4월 식목일 즈음에 벚꽃이 피기 때문에 이때 여의도 윤중로에서 벚꽃축제가 열리며, 10월의 첫 토요일에는 한강시민공원에서 세계불꽃축제가 열린다.
벚꽃축제 기간 동안에는 셔틀버스도 운행한다.

### 관광
여의도는 서울 주요 관광지(명동, 홍대 부근, 경복궁 등)로부터 30분 정도의 시간만 투자하면 쉽고 간편하게 찾아갈 수 있는 곳이다. 여의도 한강공원은 저녁이나 주말에 많은 사람들이 찾는 도심 속 휴식지로, 잔디밭에 앉아 휴식을 취하고 자전거를 타며 시원한 바람을 느끼며 자연을 느끼기에 좋다. 한강공원뿐만 아니라 육지와 섬 사이에 형성된 저습지인 샛강생태공원도 도심 속 자연을 즐기기에 좋은 곳이다. 또한, 이러한 자연과 멀지 않은 곳에 63빌딩, 더 현대 백화점, IFC 쇼핑몰이 위치해 쇼핑과 문화생활을 즐기기에도 좋다. 여의도 축제&행사, 명소, 음식, 쇼핑, 자연, 엔터테인먼트 등 관광 정보를 찾는다면 서울시 공식 관광 정보 웹사이트인 비짓서울을 참고하면 도움이 된다. 비짓서울이 소개하는 여의도 주요 명소

## 여의도의 마천루

### 완공된 마천루
여의도에 있는 상위 완공된 마천루 목록이다.
| 순위 | 이름                         | 높이 | 층수 | 완공 연도 | 비고                                                     |
| ---- | ---------------------------- | ---- | ---- | --------- | -------------------------------------------------------- |
| 1    | 파크원 타워 A동              | 332m | 69층 | 2020년    | 여의도에서 가장 높은 마천루이다.                         |
| 2    | 서울국제금융센터 Three IFC   | 285m | 55층 | 2012년    |                                                          |
| 3    | 파크원 타워 B동              | 256m | 53층 | 2020년    |                                                          |
| 4    | 63빌딩                       | 249m | 60층 | 1985년    | 여의도의 마천루 중 거의 유일하게 전망대가 갖추어져 있다. |
| 5    | 전경련회관                   | 245m | 50층 | 2013년    |                                                          |
| 6    | TP타워                       | 220m | 42층 | 2024년    |                                                          |
| 7    | 콘래드 서울 호텔             | 200m | 37층 | 2012년    |                                                          |
| 8    | 서울국제금융센터 One IFC     | 186m | 32층 | 2012년    |                                                          |
| 9    | 서울국제금융센터 Two IFC     | 176m | 29층 | 2012년    |                                                          |
| 10=  | 브라이튼 여의도 아파트 A동   | 168m | 49층 | 2023년    |                                                          |
| 10=  | 브라이튼 여의도 아파트 B동   | 168m | 49층 | 2023년    |                                                          |
| 10=  | 브라이튼 여의도 오피스텔     | 168m | 49층 | 2023년    | 여의도에서 가장 높은 오피스텔이다.                       |
| 10=  | 앵커원                       | 168m | 32층 | 2023년    |                                                          |
| 14   | 에스트레뉴 타워              | 166m | 36층 | 2009년    |                                                          |
| 15   | 여의도 포스트 타워           | 156m | 33층 | 2020년    |                                                          |
| 16=  | 여의도 리첸시아 타워 A동     | 151m | 40층 | 2003년    |                                                          |
| 16=  | 여의도 리첸시아 타워 B동     | 151m | 40층 | 2003년    |                                                          |
| 18=  | LG트윈타워 서관동            | 144m | 34층 | 1987년    |                                                          |
| 18=  | LG트윈타워 서관동            | 144m | 34층 | 1987년    |                                                          |
| 20=  | 여의도 파크센터              | 134m | 35층 | 2007년    |                                                          |
| 20=  | 여의도 파크센터 호텔         | 134m | 35층 | 2007년    |                                                          |
| 22=  | 한화증권빌딩                 | 134m | 27층 | 1995년    |                                                          |
| 22=  | 신한금융투자타워             | 134m | 30층 | 1995년    |                                                          |
| 24=  | 여의도 대우트럼프월드 II A동 | 133m | 34층 | 2003년    |                                                          |
| 24=  | 여의도 대우트럼프월드 II B동 | 133m | 34층 | 2003년    |                                                          |
| 26=  | 여의도 대우트럼프월드 I A동  | 132m | 41층 | 2002년    |                                                          |
| 26=  | 여의도 대우트럼프월드 I B동  | 132m | 41층 | 2002년    |                                                          |
| 28   | 리버타워 오피스텔            | 131m | 37층 | 1998년    |                                                          |
| 29=  | 여의도 자이 101동            | 128m | 39층 | 2008년    |                                                          |
| 29=  | 여의도 자이 201동            | 128m | 39층 | 2008년    |                                                          |
| 29=  | 여의도 자이 301동            | 128m | 39층 | 2008년    |                                                          |
| 29=  | 여의도 자이 401동            | 128m | 39층 | 2008년    |                                                          |
| 33=  | 여의도 페어몬트 호텔         | 126m | 31층 | 2020년    |                                                          |
| 33=  | 롯데캐슬 엠파이어 101동      | 126m | 37층 | 2007년    |                                                          |
| 33=  | 롯데캐슬 엠파이어 102동      | 126m | 37층 | 2007년    |                                                          |
| 36   | 한국교직원공제회관           | 119m | 27층 | 2018년    |                                                          |
| 37=  | 여의도 롯데캐슬 아이비 101동 | 118m | 35층 | 2005년    |                                                          |
| 37=  | 여의도 롯데캐슬 아이비 102동 | 118m | 35층 | 2005년    |                                                          |
| 39   | KB국민은행신관               | 117m | 25층 | 2020년    |                                                          |
| 40   | 여의도 하나금융투자빌딩      | 110m | 23층 | 1994년    |                                                          |
| 41=  | 아크로타워 스퀘어 102동      | 107m | 35층 | 2017년    |                                                          |
| 41=  | 아크로타워 스퀘어 106동      | 107m | 35층 | 2017년    |                                                          |
| 43   | ABL 타워                     | 106m | 23층 | 1998년    |                                                          |
| 44=  | 한국씨티은행빌딩             | 105m | 20층 | 1997년    |                                                          |
| 44=  | KRX 한국거래소 서울          | 105m | 30층 | 2004년    |                                                          |
| 46=  | 포레나영등포센트럴 오피스동  | 103m | 30층 | 2020년    |                                                          |
| 46=  | 여의도자이 오피스텔          | 103m | 27층 | 2008년    |                                                          |
| 48=  | 아크로타워 스퀘어 101동      | 101m | 33층 | 2017년    |                                                          |
| 48=  | 아크로타워 스퀘어 103동      | 101m | 33층 | 2017년    |                                                          |
| 48=  | 아크로타워 스퀘어 105동      | 101m | 33층 | 2017년    |                                                          |

### 공사중인 마천루
여의도에 있는 공사중인 마천루 목록이다.
| 이름                        | 높이 | 층수 | 완공 예정   | 비고 |
| --------------------------- | ---- | ---- | ----------- | ---- |
| 앙사나 레지던스 여의도 서울 | 249m | 57층 | 2026년 10월 |      |

### 계획중인 마천루
여의도에 있는 계획중인 마천루 목록이다.
| 이름                       | 높이 | 층수 | 완공 예정 | 비고 |
| -------------------------- | ---- | ---- | --------- | ---- |
| 여의도 시범아파트 재건축 1 | 199m | 65층 | -         |      |
| 여의도 시범아파트 재건축 2 | 199m | 65층 | -         |      |

### 승인 또는 제안된 마천루
여의도에 있는 승인 또는 제안된 마천루 목록이다.
| 이름                       | 높이 | 층수 | 완공 예정 | 비고 |
| -------------------------- | ---- | ---- | --------- | ---- |
| 여의도 서울아파트 재건축 1 | 330m | 77층 | -         | 제안 |
| 여의도 서울아파트 재건축 2 | 330m | 77층 | -         | 제안 |

## 여의도를 배경으로 한 작품들

### 영화
- 괴물
- R2B: 리턴투베이스
- 타워
- 고령화가족
- 더 테러 라이브
- 그날의 분위기
- 날, 보러와요
- 콜로설
- 아일라
- 독전
- 반도

### 드라마
- 추적자
- 내 딸, 금사월
- 태양의 후예
- 한국인 자기야
- 불야성
- 김비서가 왜 그럴까
- 프로듀사
- 드라마 스테이지
- 60일, 지정생존자
- 재벌집 막내아들
- 이상한 변호사 우영우

## 갤러리

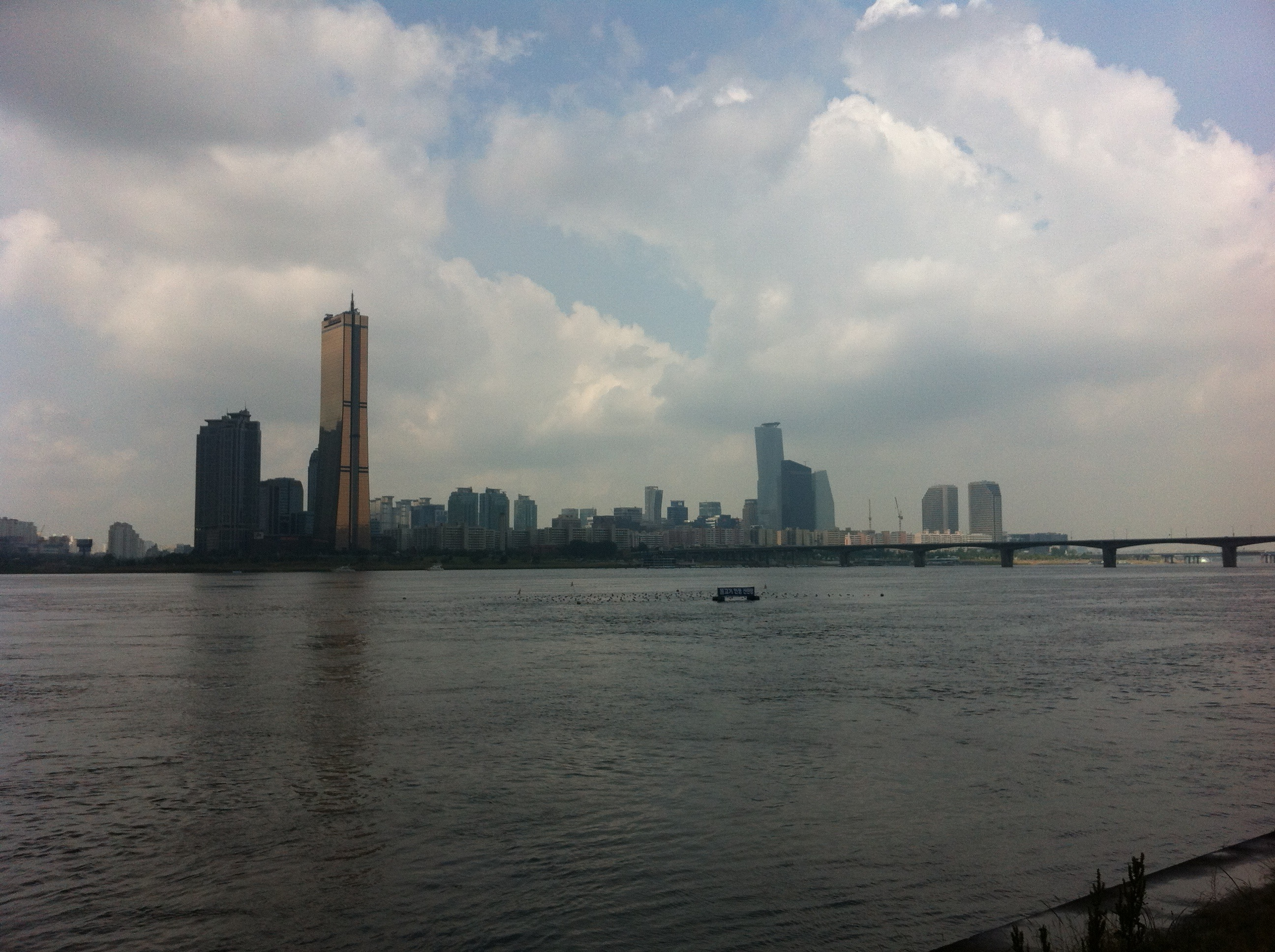
한강에서 본 여의도.
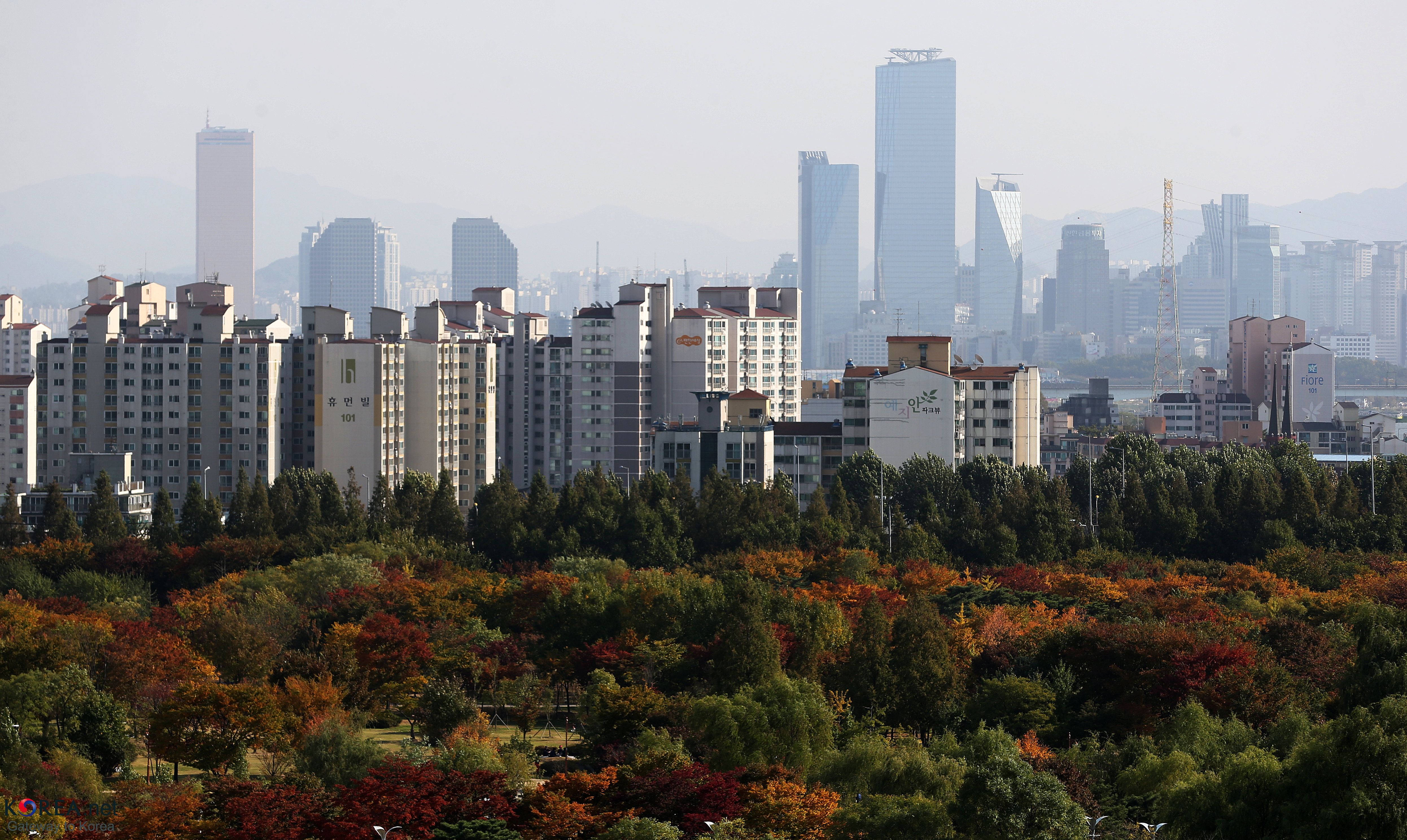
아파트와 63빌딩과 서울국제금융센터 3개의 빌딩.
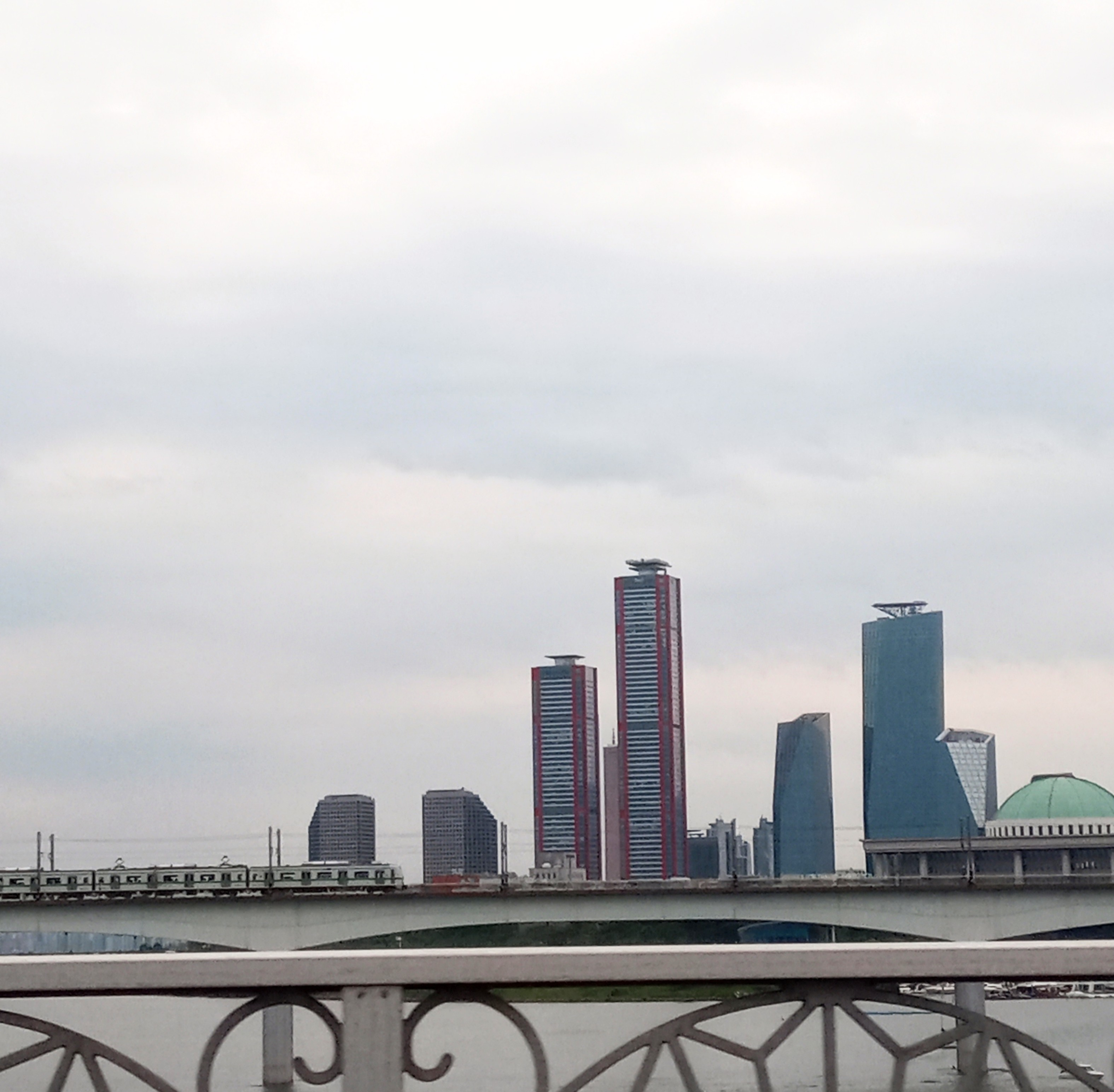
여의도 앞을 지나가는 2호선.
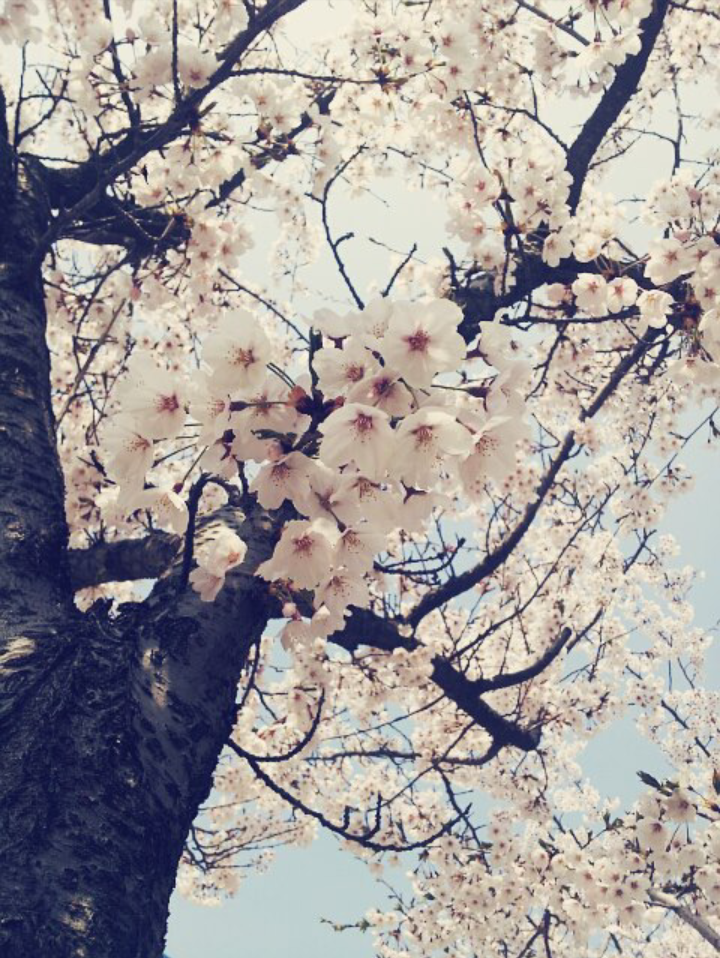
벚꽃축제.
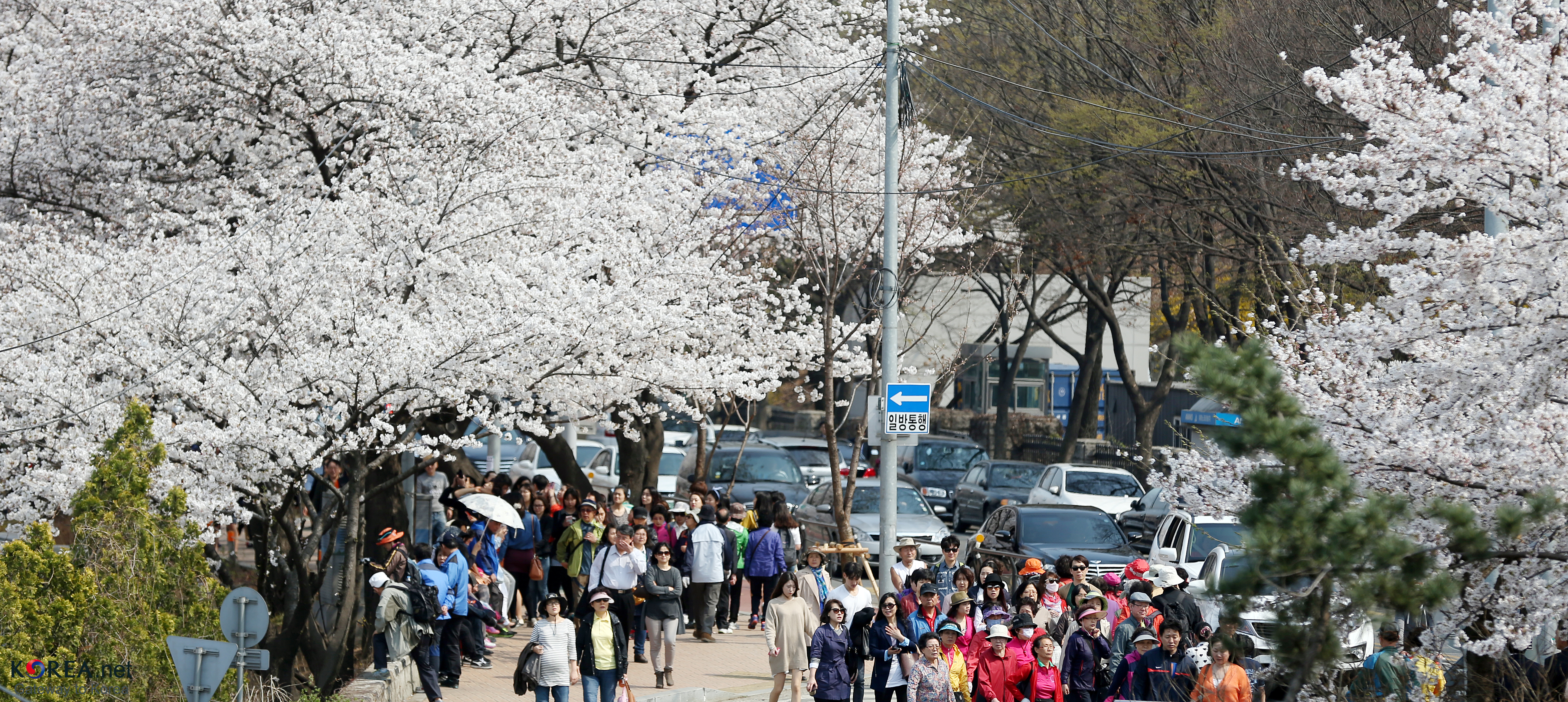
벚꽃이 활짝핀 윤중로
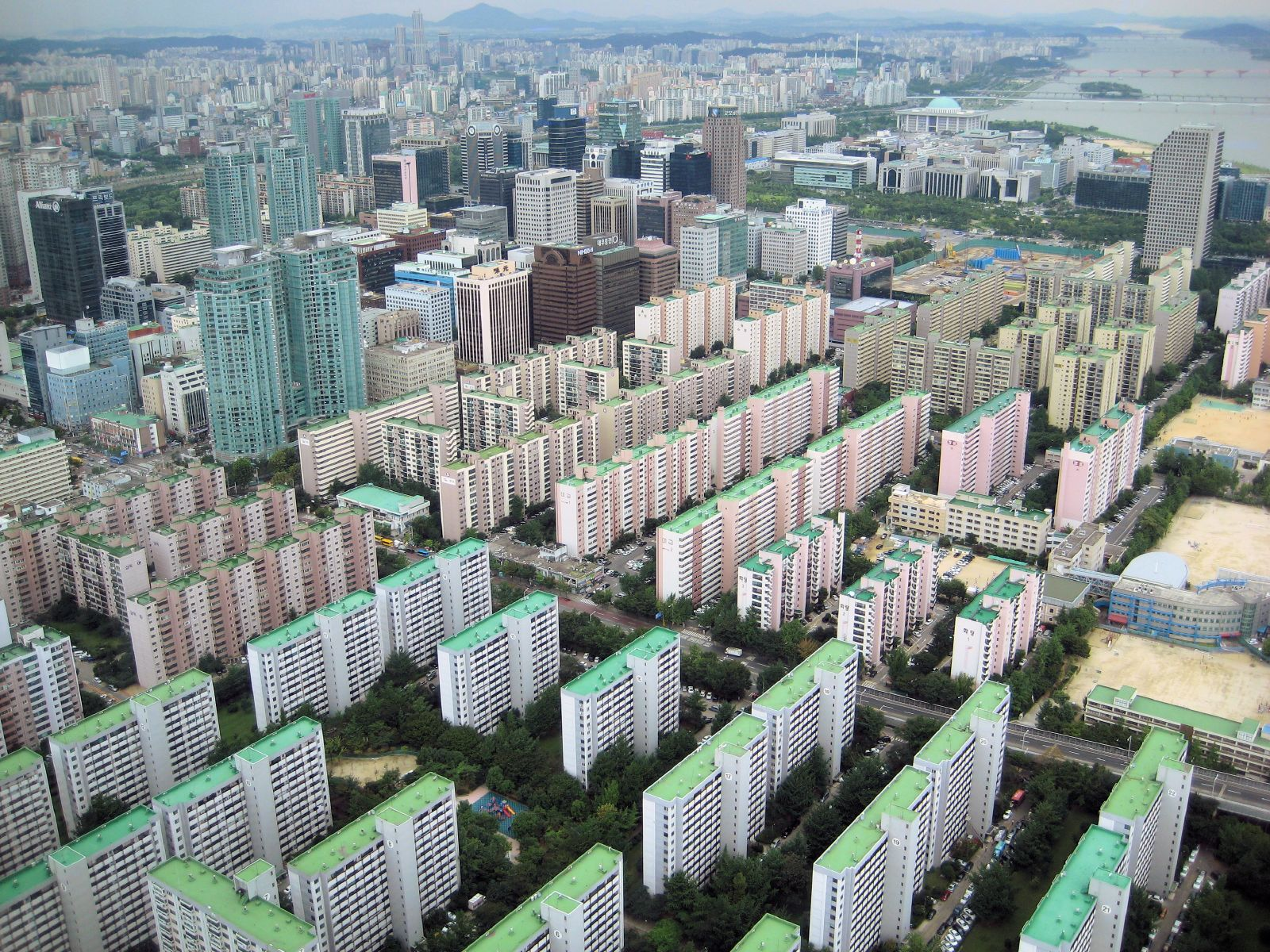
여의도의 아파트 단지
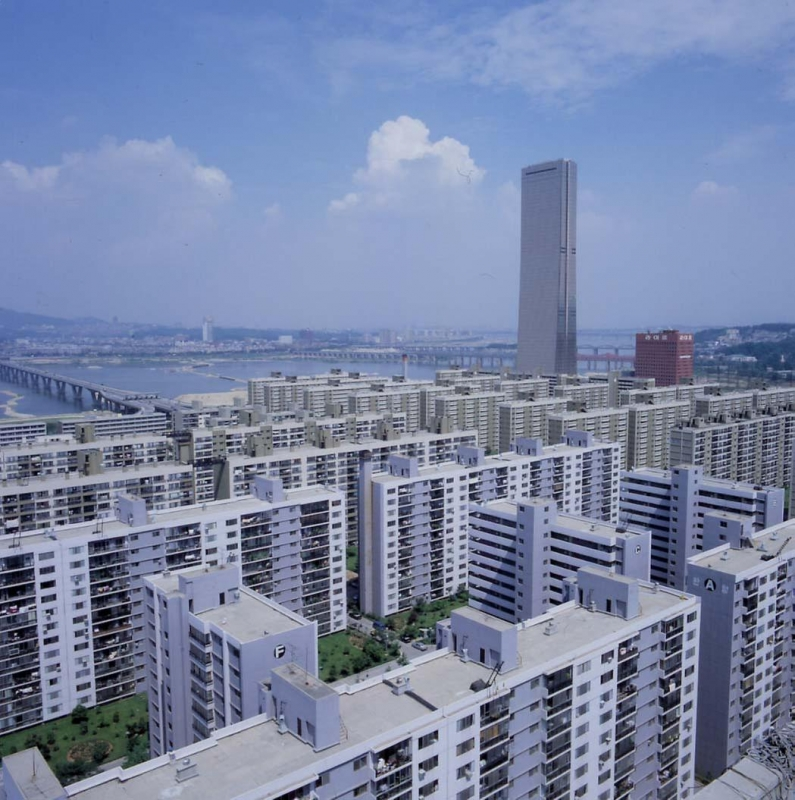
1984년 당시의 모습
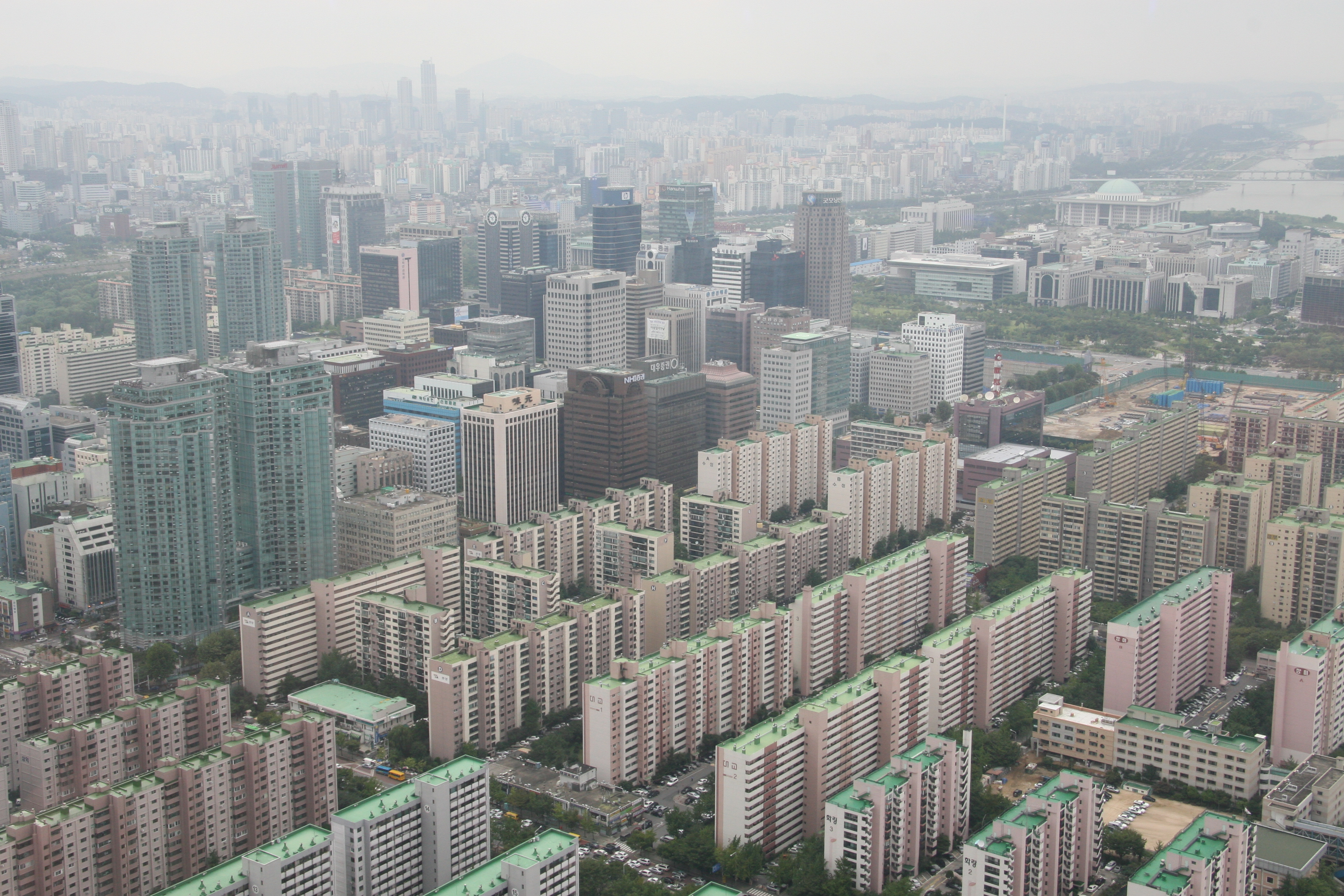
2007년 9월 21일
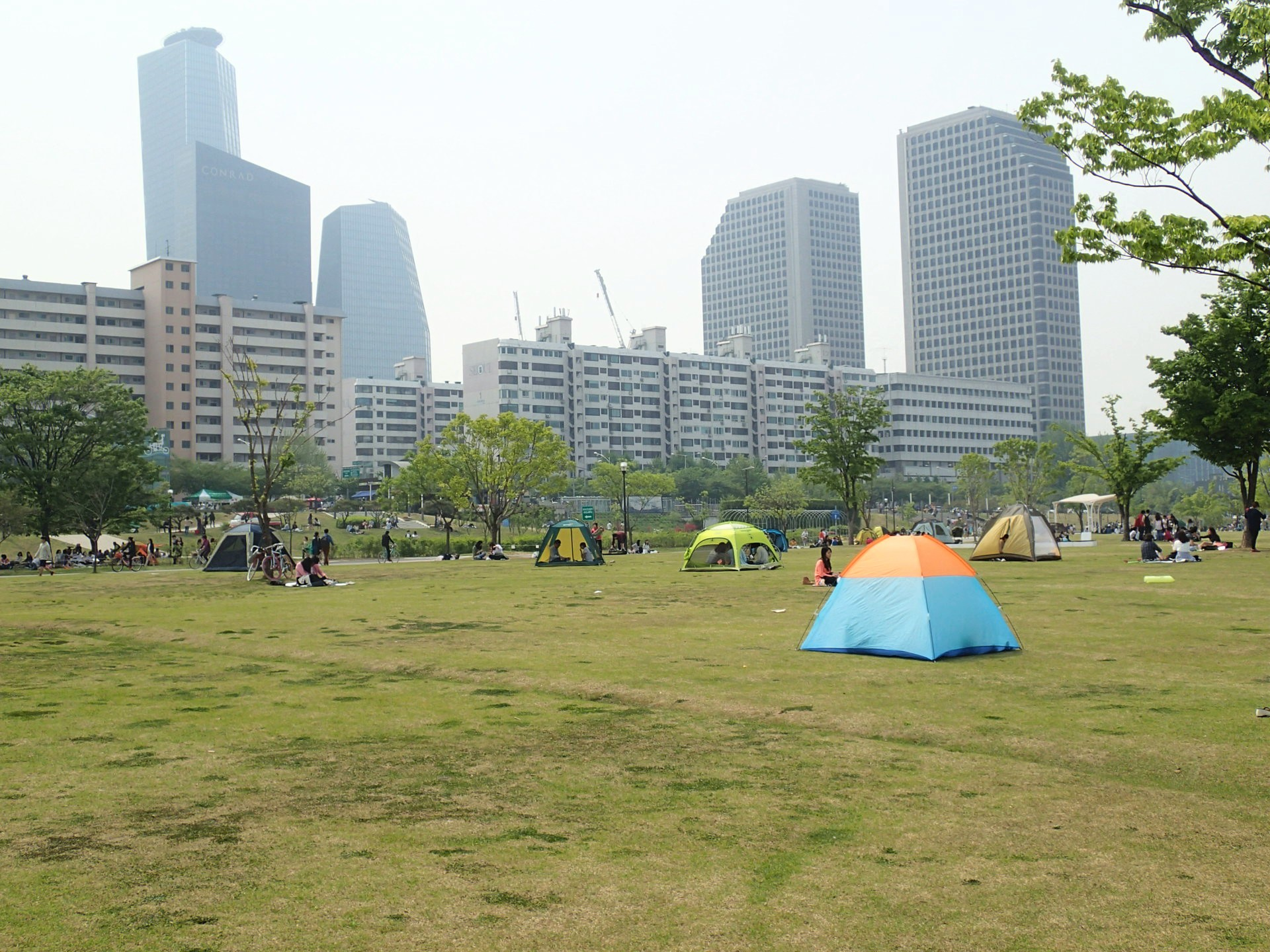
여의도 공원
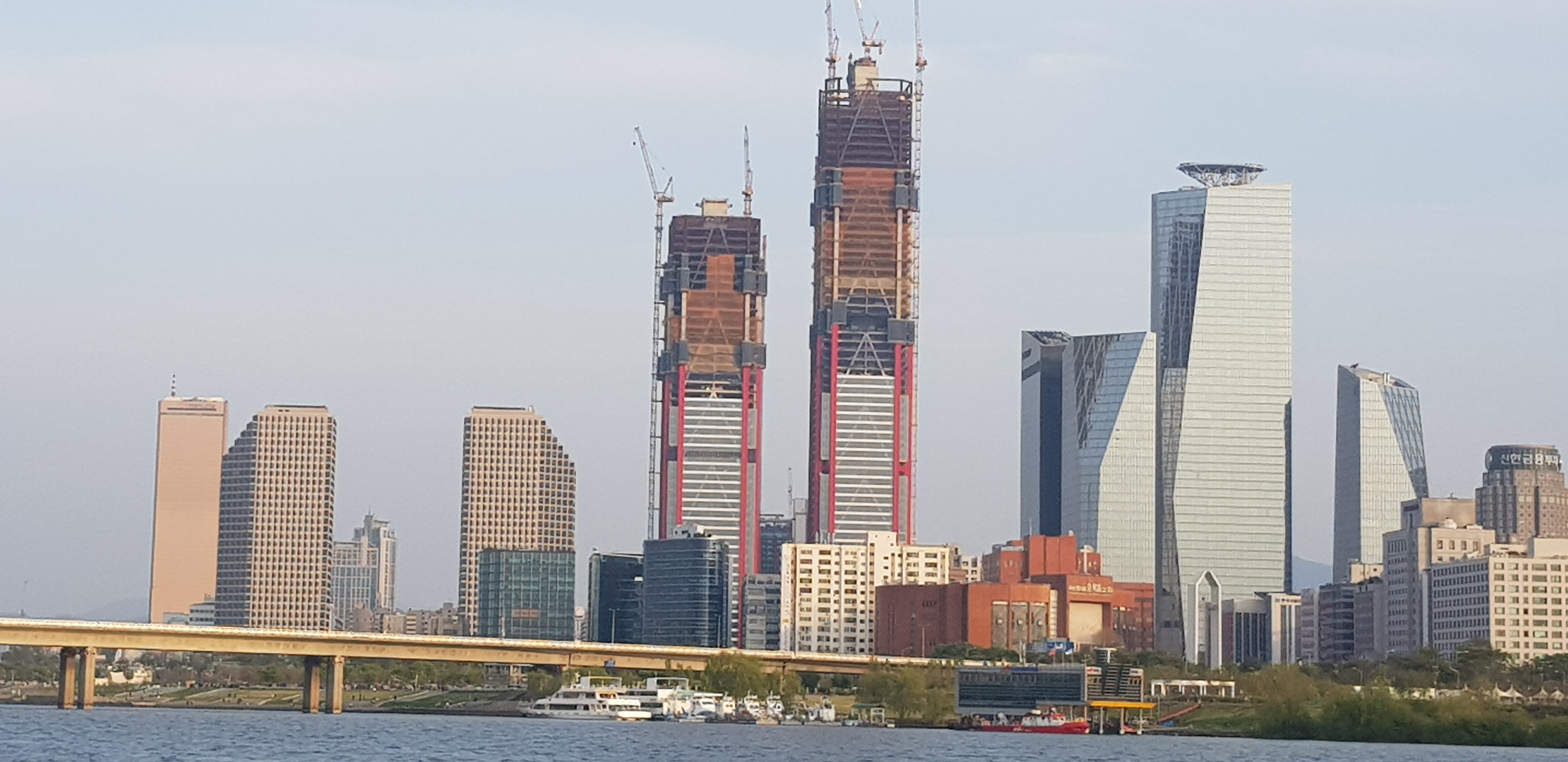
여의도의 마천루들 (왼쪽부터 63빌딩, LG 트윈타워, 파크원 타워, 서울국제금융센터)
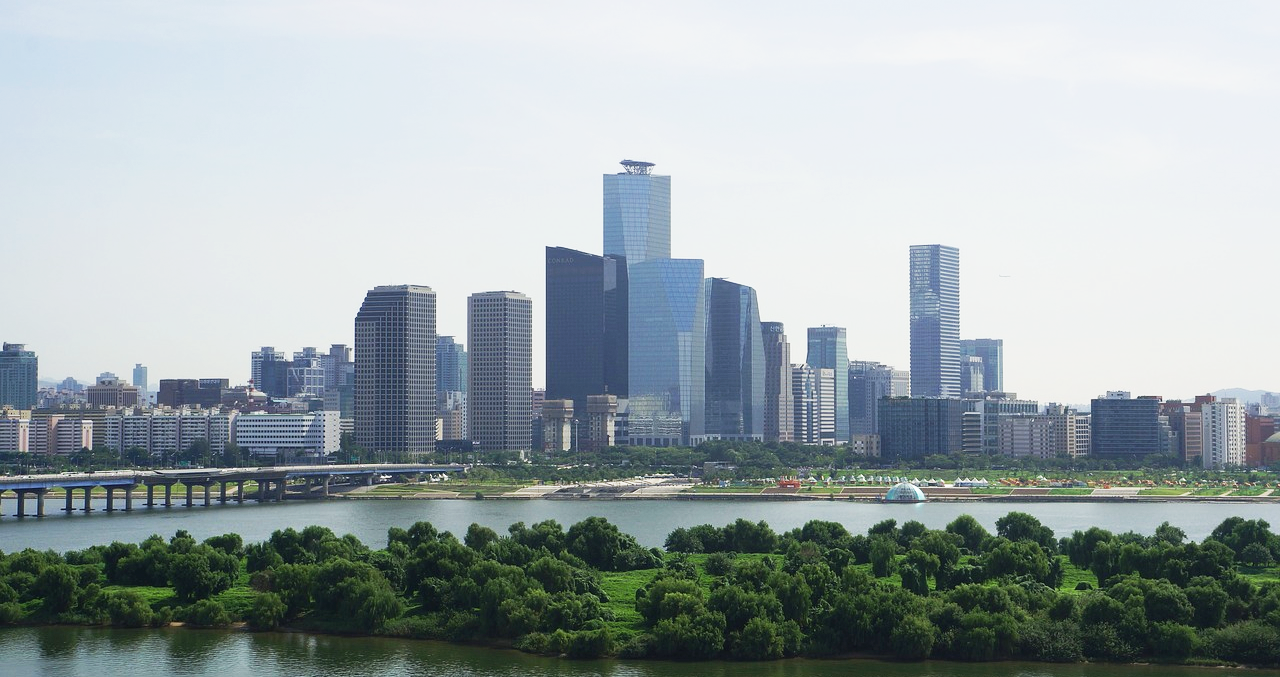
63빌딩이 빠진 여의도 스카이라인
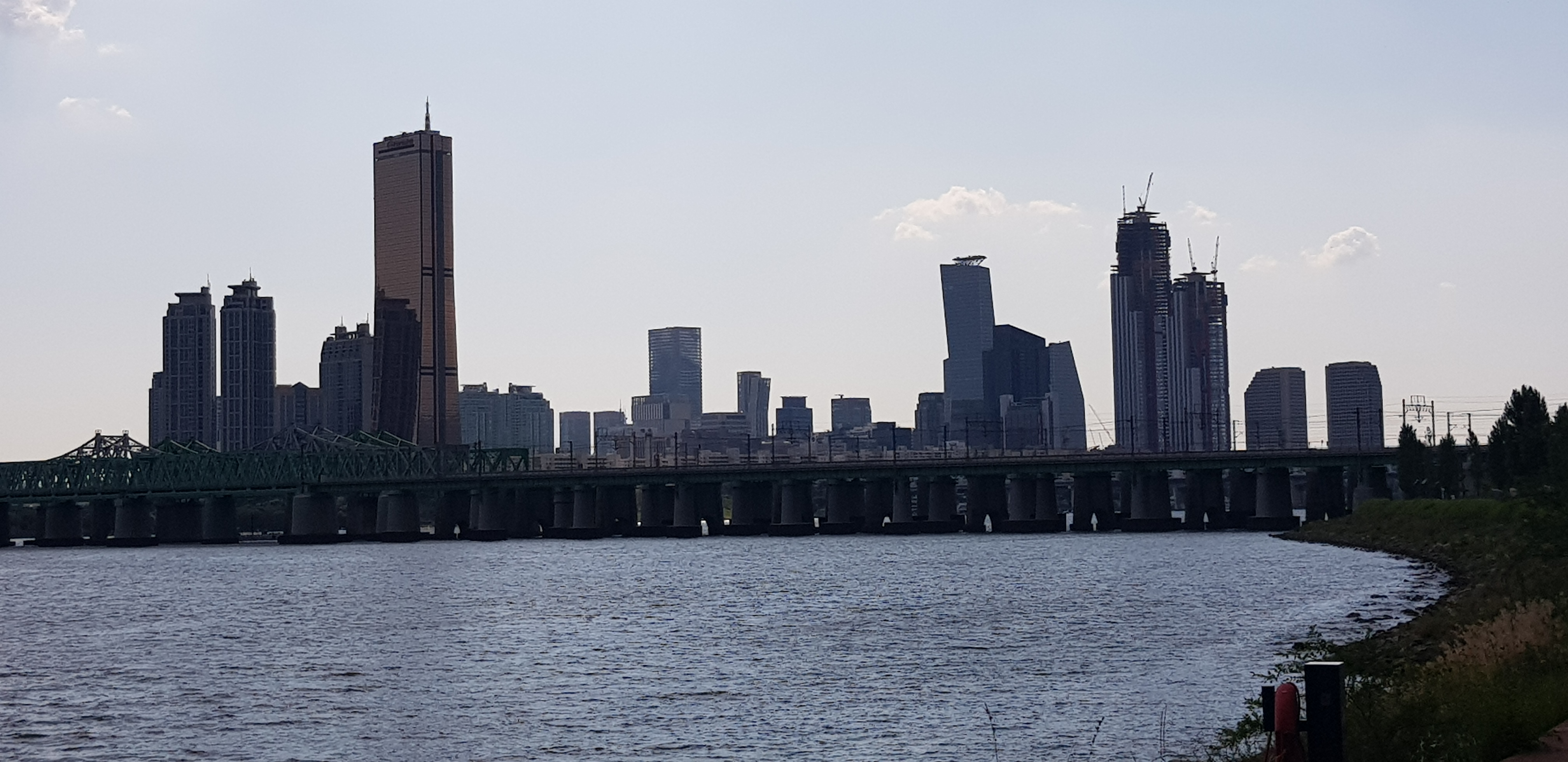
한강철교와 여의도
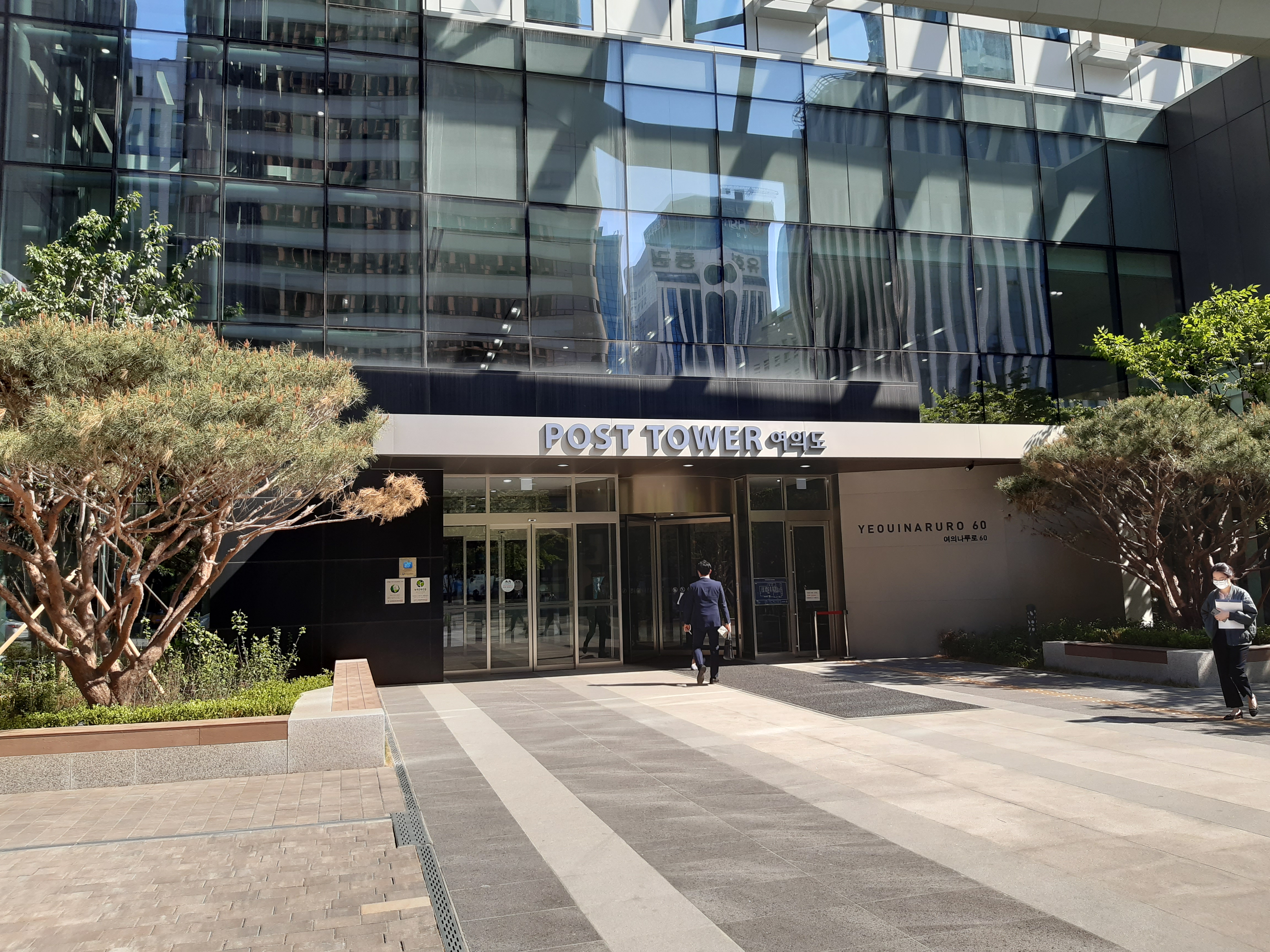
여의도 포스트 타워 입구
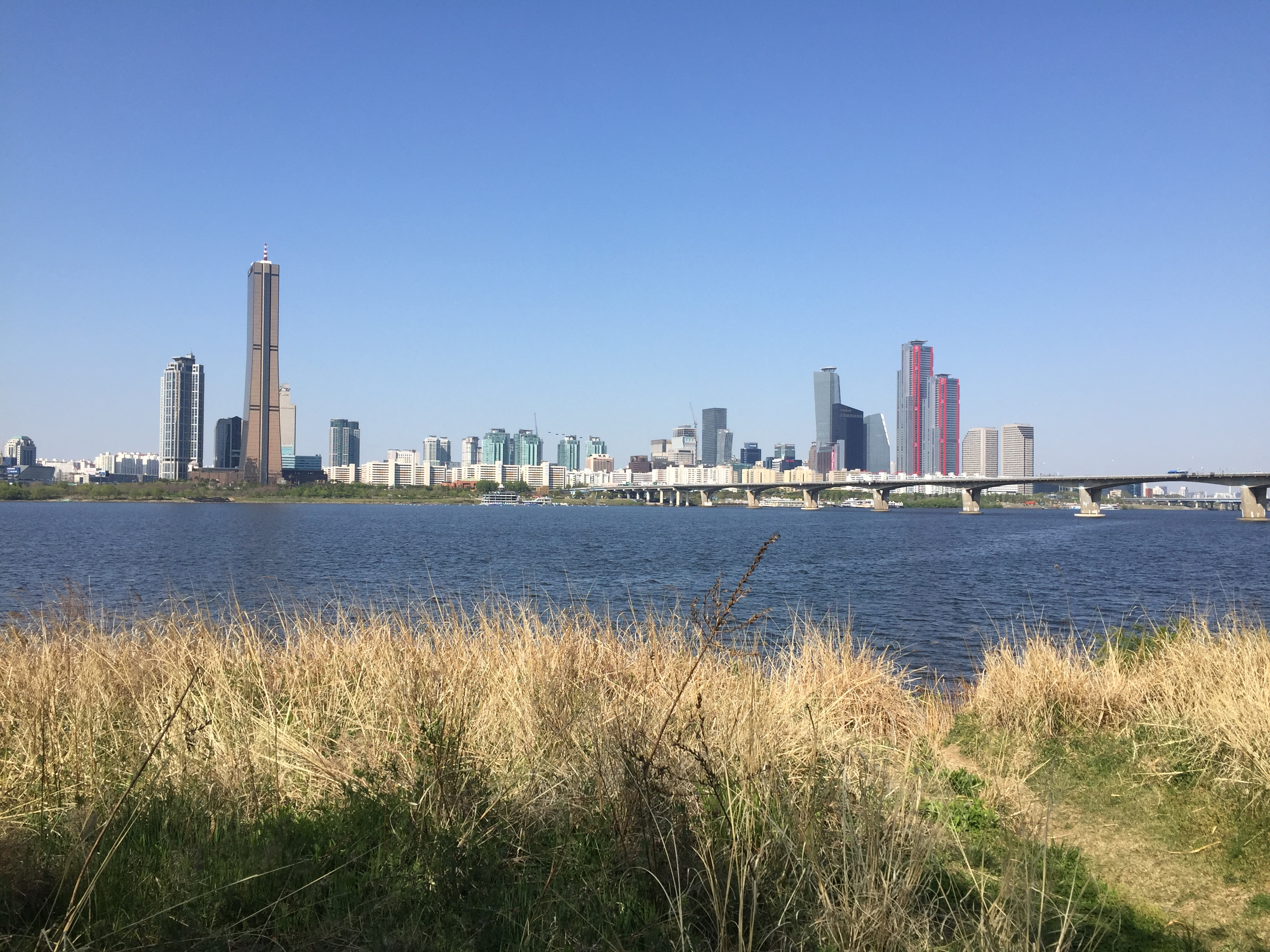
원효대교와 여의도
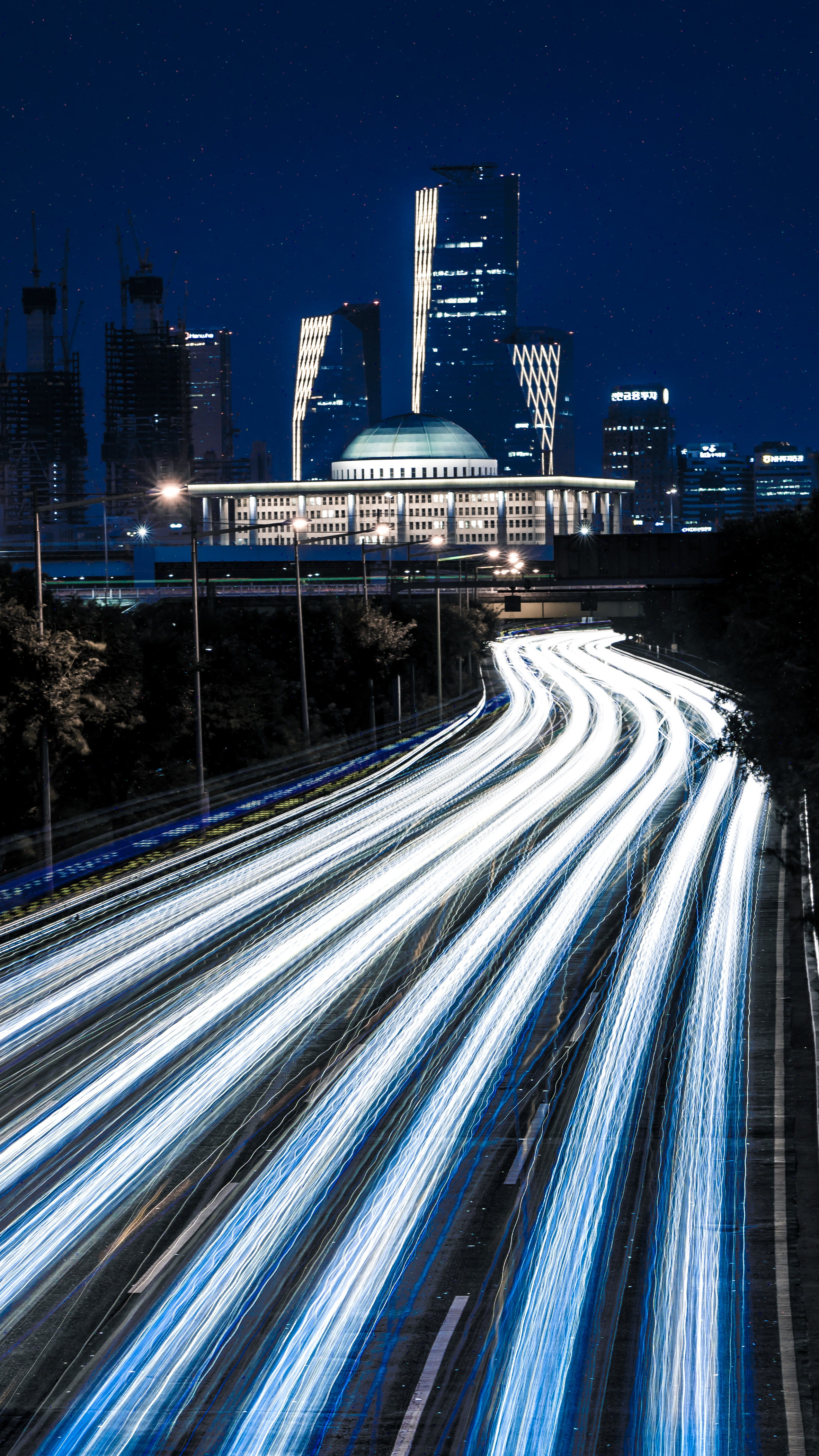
올림픽대로와 여의도의 야경
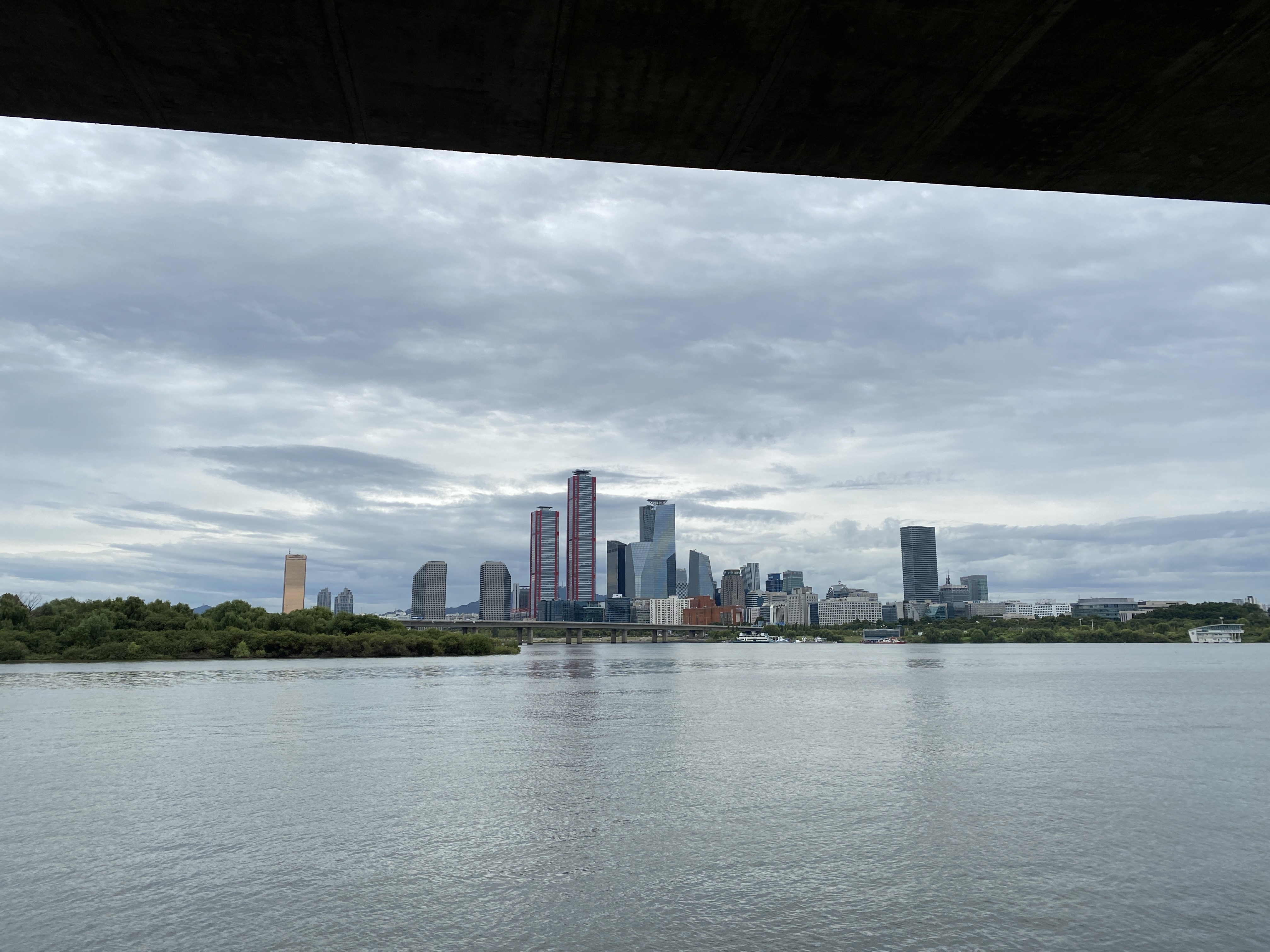
여의도와 밤섬의 모습
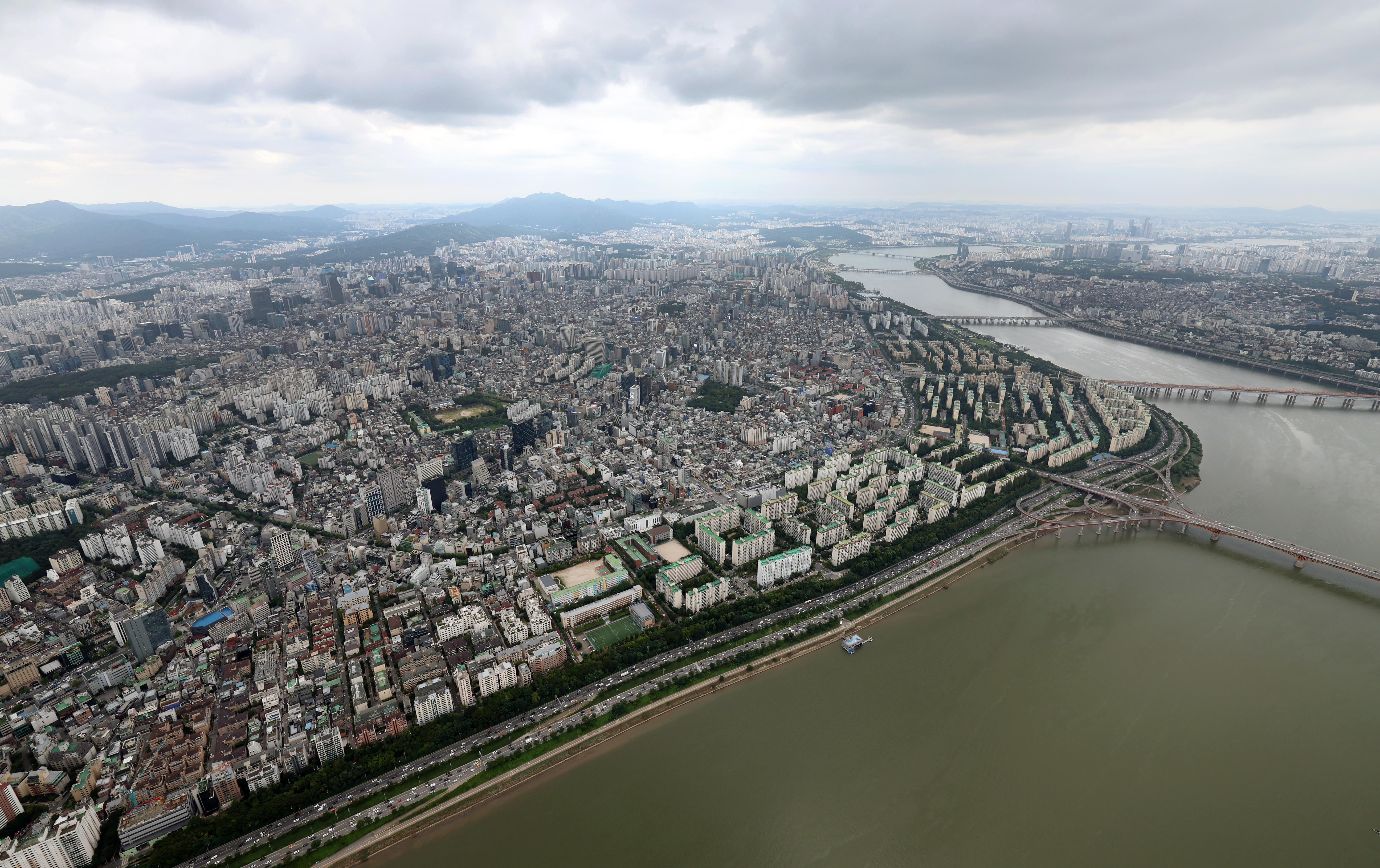
여의도
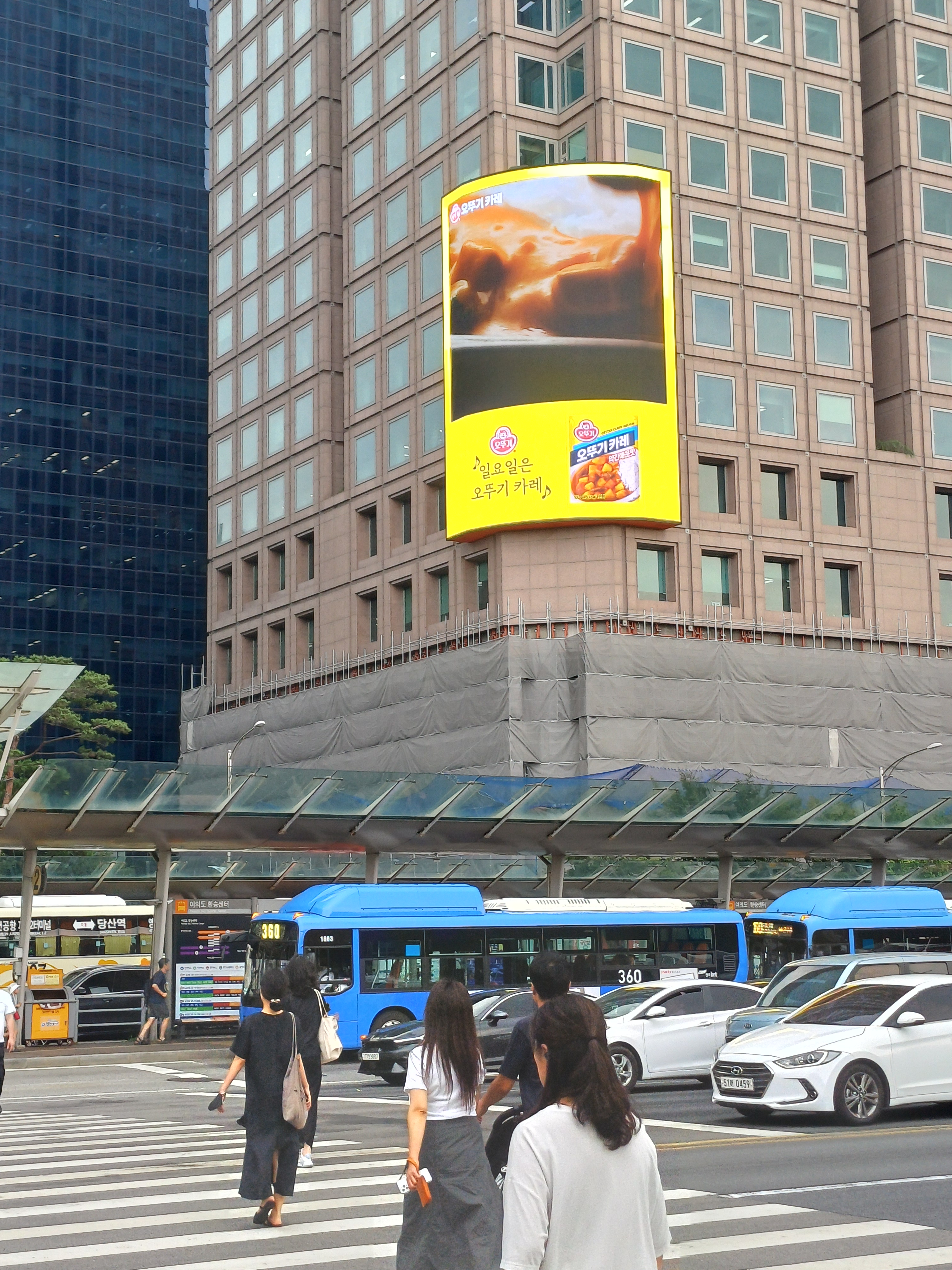
여의도환승센터

## 교통 시설

### 환승센터
- 여의도환승센터

### 지하철
- ● 서울 지하철 5호선 - 여의도역, 여의나루역
- ● 서울 지하철 9호선 - 국회의사당역, 여의도역, 샛강역
- ● 서울 경전철 신림선 - 샛강역
- ● 신안산선 - 여의도역 (공사중)

## 같이 보기
- 대한민국의 지리
- 한강